# Deutschneudorf
Deutschneudorf è un comune di 1.132 abitanti della Sassonia, in Germania.
Appartiene al circondario dei Monti Metalliferi ed è parte della Verwaltungsgemeinschaft Seiffen/Erzgeb.

## Storia
Il 1º gennaio 1999 al comune di Deutschneudorf venne aggregato il comune di Deutscheinsiedel.

## Amministrazione

### Gemellaggi
Deutschneudorf è gemellata con:
- Beratzhausen, dal 1992
- Hora Svaté Kateřiny, dal 1995
- Nová Ves v Horách, dal 1995